# Montirat (Tarn)
Montirat è un comune francese di 271 abitanti situato nel dipartimento del Tarn nella regione dell'Occitania.

## Società

### Evoluzione demografica
Abitanti censiti